# Parasyrphus punctulatus
Parasyrphus punctulatus là một loài ruồi trong họ Ruồi giả ong (Syrphidae). Loài này được Verrall mô tả khoa học đầu tiên năm 1873. Parasyrphus punctulatus phân bố ở vùng Cổ Bắc giới

## Hình ảnh

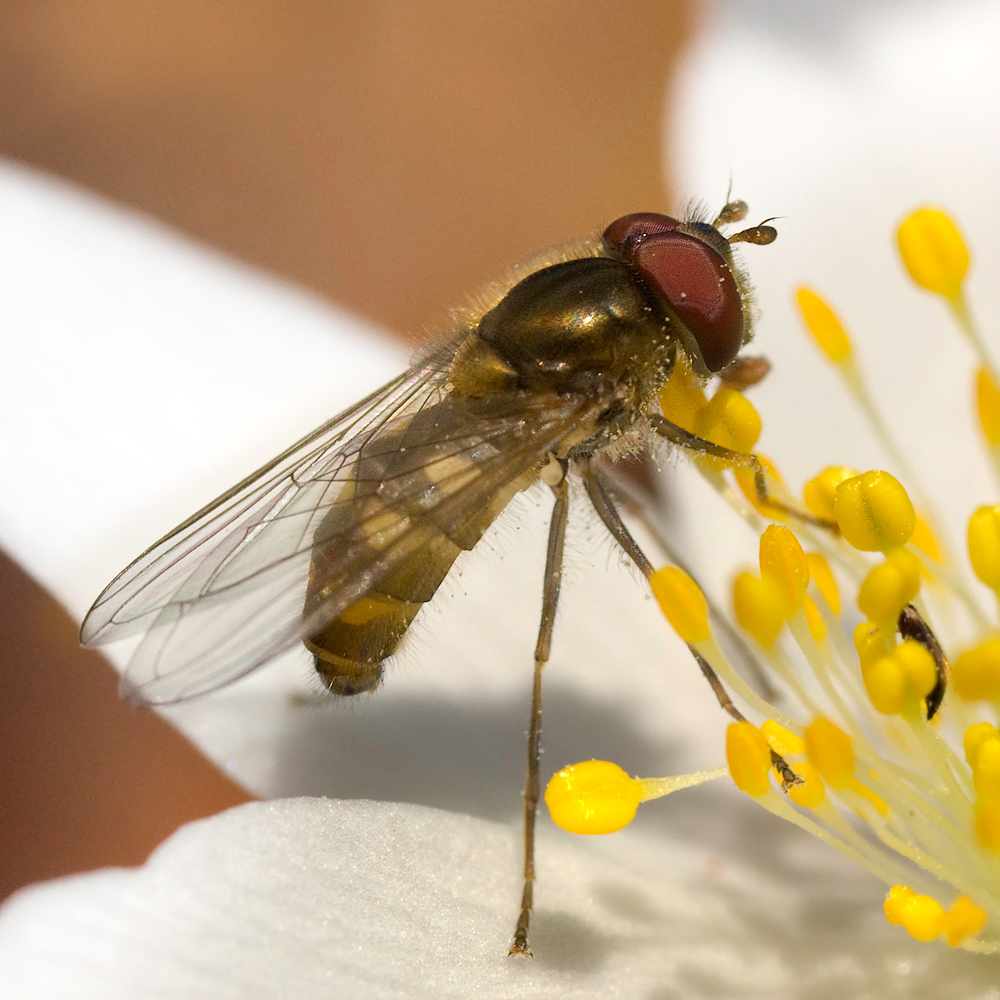
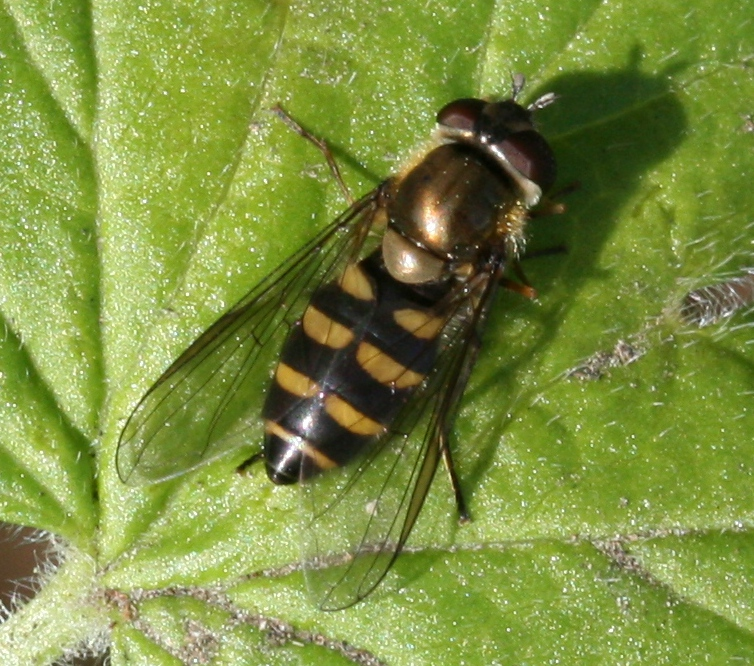
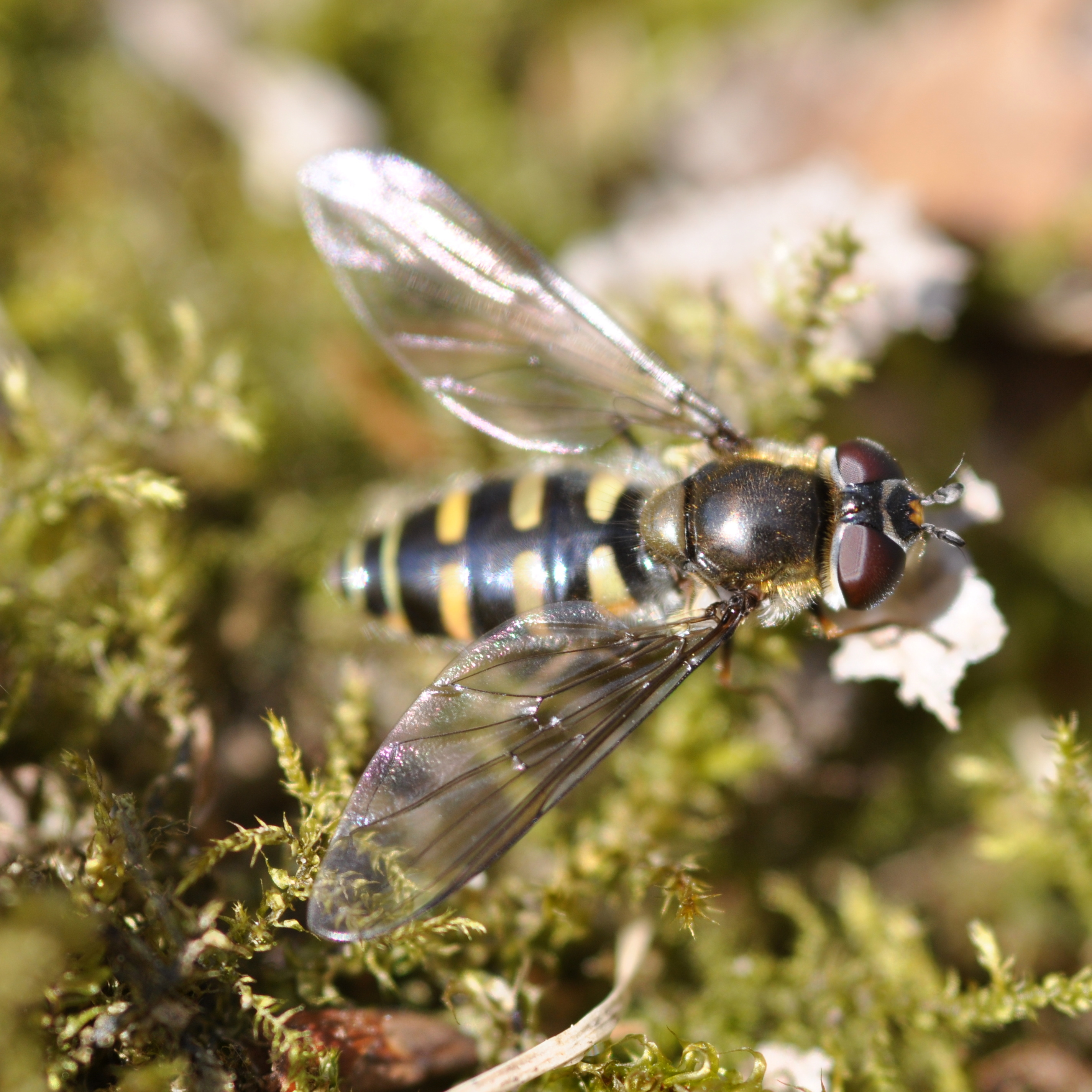